# Vaux-sur-Morges
Vaux-sur-Morges är en ort och kommun i distriktet Morges i kantonen Vaud, Schweiz. Kommunen har 182 invånare (2023).